# Arroyo del Sauce Seco
El arroyo del Sauce Seco es un curso de agua uruguayo que atraviesa el departamento de  Salto perteneciente a la cuenca hidrográfica del Río de la Plata.
Nace en la Cuchilla de Salto y desemboca en el arroyo del Mellado.